# Collado de Somahoz
El collado de Somahoz o collado de Salcedillo es un paso de montaña en la sierra de Híjar (España), situado entre las localidades de Salcedillo, en Palencia, y Población de Suso, en Cantabria. Ha sido lugar de tránsito y comunicación entre la meseta castellana y el litoral cantábrico desde tiempos inmemoriales, como evidencian los restos de una strata via o calzada que atravesaba el collado de Somahoz y comunicaba Herrera de Pisuerga con San Vicente de la Barquera.

## Historia
Por este collado pasaron los primeros repobladores de Castilla, los foramontanos, según refiere el Fuero de Brañosera, otorgado por Munio Núñez en el siglo ix.
Aparece citado a mediados del siglo XIV en el Libro de la montería:

"El monte de Ijar es bueno de oso en verano. Et son las vocerías, la una por cima de Ijar, á Lian de Santa Maria que non pase á Val de Redondo, et la otra por cima de Ijar, desde Cuevarres fasta el collado de Somahoz, que non pase á Brañosera. Et son las armadas en el collado de Somahoz."

Algó más adelante, se nombra a este paso como "Loma Hoyos":

"La sierra de Olea es buen monte de oso en verano. Et son las vocerías, la una por cima de la cumbre de la sierra, et la otra por la loma Hoyos, que non pase á Isedo. Et es la armada en el collado de Loma Hoyos."

Este nombre de «Loma Hoyos», transcrito por algunos autores como «Soma Hoyos», podría referirse a la cumbre de los hoyos o cuencas glaciares de Vítor y Bucer, muy próximas al collado, o al tramo final oriental y más suave de la sierra de Híjar que termina en Hoyos, precisamente sobre el barrio de La Loma de Santa Olaya, antiguamente llamado La Loma de Hoyos.
Por aquí pasó también el emperador Carlos V tras llegar a España en 1517 procedente de Flandes, y volvió a hacerlo en 1522, pernoctando en Brañosera cuando volvía de su viaje a Alemania e Inglaterra.
Vuelve a aparecer en la cartografía de Tomás López y Vargas de 1774, y con esta nomenclatura se ha mantenido hasta nuestros días en la cartografía del Instituto Geográfico Nacional de España. También es conocido como collado de Salcedillo.

## Descripción
Su máxima cota, 1355 m s. n. m., se alcanza a dos kilómetros de Brañosera (Palencia), con un 7,8% de desnivel medio. Desde aquí, la carretera discurre durante doce kilómetros en suave declive hasta la divisoria de aguas de la sierra, a 1200 m s. n. m. Ya en la vertiente sur, el camino recorre casi nueve kilómetros hasta la localidad de Espinilla (Cantabria), a 930  m s. n. m., salvando un desnivel medio del 3,8%.
Antes de llegar a la citada localidad de Salcedillo, y a 6 kilómetros de la divisoria, parte de la carretera PP-2204 otra (PP-2203) que llega hasta el refugio de montaña de El Golobar (1840 m s. n. m.), tras recorrer 6,4 kilómetros. La vertiente norte desciende hasta el río Híjar en la localidad de Espinilla, a 950 m s. n. m.
En este collado parece que hubo un hospital de peregrinos, que algunos identifican como un asentamiento templario, 
aunque esta posibilidad es muy remota, ya que no existe evidencia alguna de establecimiento ligado a esta orden en todo el valle de Campoo, ni en La Pernía ni aún en toda Cantabria o norte palentino.
Más factible parece que este hospital, venta, o convento perteneciese a los benedictinos de San Pedro de Cardeña, orden hospitalaria de la que consta poseía otros hospitales parecidos en la ruta jacobea que atravesaba el valle de Campoo, como Villacantid, Espinilla, Ozcaba y Bárcena Mayor. Este establecimiento estaba ya en ruinas en el S XVII y de él podría provenir la imagen de la Virgen del Abra, encontrada en este collado por un pastor y que vino a ser la patrona de Campoo de Suso.
En este mismo sitio murió el brigadier don Joaquín de Miranda, conde de San Román, a consecuencia de las heridas recibidas en la batalla de Espinosa de los Monteros (1808). Su cuerpo fue enterrado en la capilla de Nuestra Señora del Rosario de La Población de Suso.